# Pfundsalm

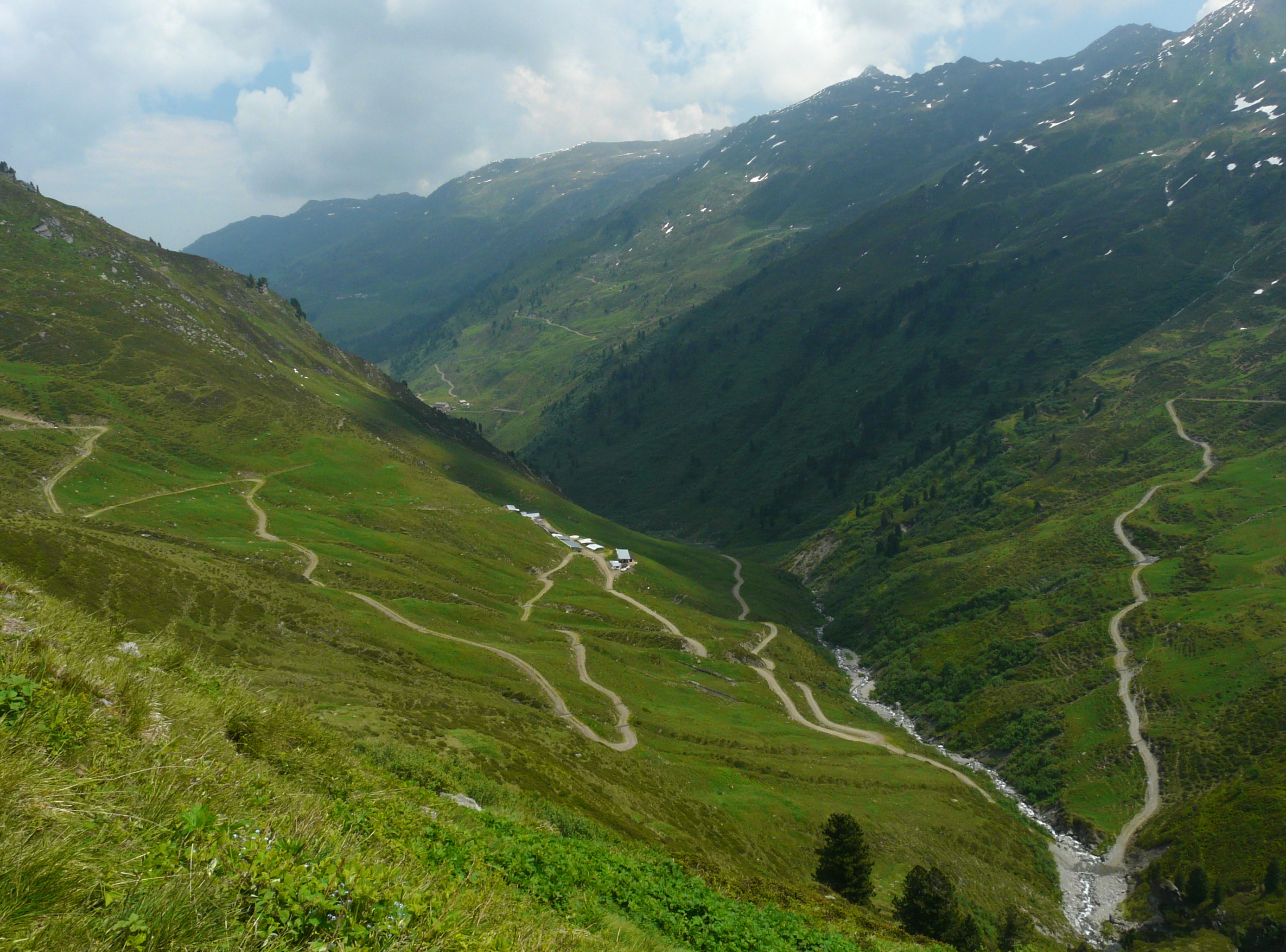
Die Pfundsalm

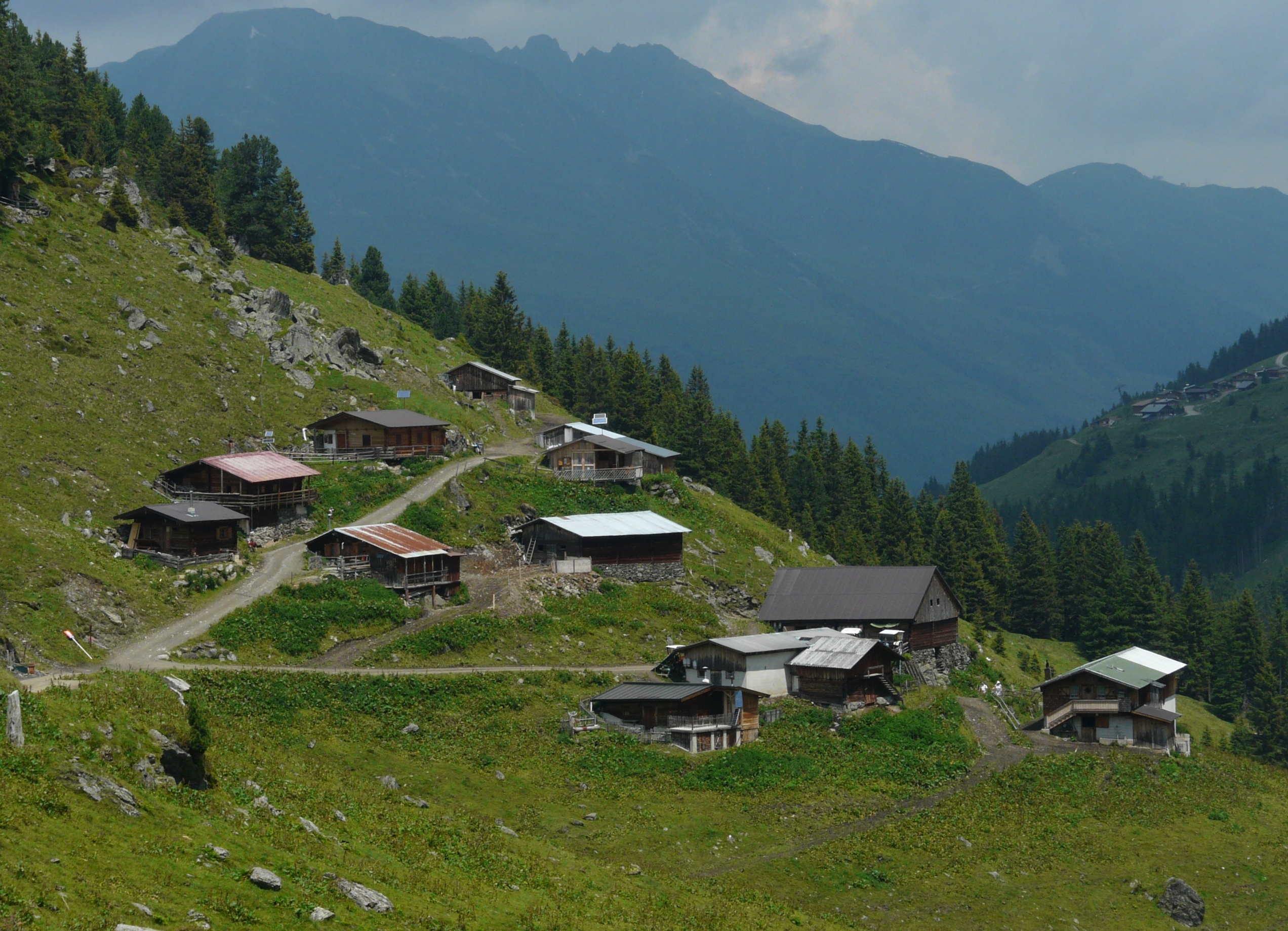
Die Almsiedlung Pfundsalm-Niederleger

Die Pfundsalm ist ein Almgebiet in den Tuxer Voralpen, das südlich der Hotelsiedlung Hochfügen auf einer Höhe von etwa 1600 bis 2300 Metern liegt und den Talschluss des Finsingtales bildet.
Der Talkessel, in dem die Pfundsalm liegt, wird im Westen vom Pfaffenbichl, im Südwesten vom Roßkopf, im Süden vom Sidanjoch und im Osten vom Marchkopf eingerahmt. Auf dem Gebiet der Pfundsalm liegen mehrere Almsiedlungen (Niederleger 1640 m ü. A., Mittelleger 1832 m ü. A.), die jedoch keine Einkehrmöglichkeit bieten. Von Hochfügen aus sind diese auf einem breiten Wirtschaftsweg erreichbar, der allerdings für den öffentlichen Verkehr gesperrt ist.
Über das gesamte Gebiet der Pfundsalm liegt eine Vielzahl von kleineren Stillgewässern verstreut, die als Pfundsalmseen bezeichnet werden und das Quellgebiet des Finsingbaches bilden. Die drei größten dieser Gewässer liegen im südlichen Bereich der Pfundsalm und sind vom Sidanjoch her über einen einfachen Wandersteig erreichbar. Die beiden obersten Pfundsalmseen liegen knapp unterhalb des Pfundsjoches in einer Höhe von 2290 Metern, inmitten von flachen und baumlosen Karböden am südwestlichsten Rand des Almgebietes. Der größere dieser beiden Seen hat eine Ausdehnung von etwa 90 mal 40 Metern.